# Gold Records
Wydawnictwo Muzyczne Gold Records – firma działająca w branży artystycznej od 1995 roku. Początkowo pod nazwą Agencja Koncertowo- Telewizyjna B.M.
W 2004 roku przejęła katalog Firmy STD z muzyką biesiadną i disco polo, ale wydaje również innego rodzaju muzykę, m.in. elektroniczną (Mikołaj Hertel), covery (zespół NANA), rockową (Lost Hope).
Wydawnictwo Muzyczne Gold Records specjalizuje się w promowaniu polskich artystów.
Główne rodzaje działalności to:
- organizacja koncertów
- wytwórnia fonograficzna
- realizacja teledysków, sesje zdjęciowe, produkcja muzycznych programów TV

## Katalog (od 2004 roku)
Gold Records od fuzji z firmą FFH STD wydaje muzykę wyłącznie na płytach kompaktowych.
- GRCD 001 - Thomas (and The Holy Guns) Dzieło 2004
- GRCD 002 - Mikołaj Hertel Softly 2004
- GRCD 003 - Ariana Dla Ciebie... 2004
- GRCD 004 - NANA NANA I 2004
- GRCD 005 - Antoś Szprycha The best of Antoś Szprycha 2004
- GRCD 007 - Mona Lisa Już nie kocham za bardzo 2004
- GRCD 008 - Diana Największe przeboje 2004
- GRCD 009 - Venus The best of... 2004
- GRCD 010 - Toledo The best of 2004
- GRCD 011 - Big Dance Najpiękniejsze tanga i walce 2004
- GRCD 012 - Mikołaj Hertel Słowiański odcień 2004
- GRCD 013 - Gala piosenki biesiadnej 2004
- GRCD 015 - Preludium Trzeba wierzyć 2004
- GRCD 016 - Marek Gaszyński i Mikołaj Hertel Bossa 2004
- GRCD 018 - Kapela Wuja Zdzisia The best of... 2004
- GRCD 020 - Neo Dance Biesiada polska 2004
- GRCD 021 - Disco Polo Show 2004
- GRCD 024 - Justyna i Piotr Największe przeboje włoskie po polsku 2005
- GRCD 028 - Systematic Marzenia i sny 2005
- GRCD 029 - Love System The best of... 2005

Inne nagrania:
- Gosia Kotwica Kraj miłości